# Teterboro (Nova Jersey)
Teterboro és una població dels Estats Units a l'estat de Nova Jersey. Segons el cens del 2008 tenia 17 habitants.

## Demografia
Segons el cens del 2000, Teterboro tenia 18 habitants, 7 habitatges, i 4 famílies. La densitat de població era de 6,3 habitants/km².
Dels 7 habitatges en un 42,9% hi vivien nens de menys de 18 anys, en un 42,9% hi vivien parelles casades, en un 28,6% dones solteres, i en un 28,6% no eren unitats familiars. En el 14,3% dels habitatges hi vivien persones soles el 14,3% de les quals corresponia a persones de 65 anys o més que vivien soles. El nombre mitjà de persones vivint en cada habitatge era de 2,57 i el nombre mitjà de persones que vivien en cada família era de 3.
Per edats la població es repartia de la següent manera: un 33,3% tenia menys de 18 anys, un 5,6% entre 18 i 24, un 50% entre 25 i 44, un 5,6% de 45 a 60 i un 5,6% 65 anys o més.
L'edat mediana era de 33 anys. Per cada 100 dones de 18 o més anys hi havia 100 homes.
La renda mediana per habitatge era de 44.167 $ i la renda mediana per família de 43.750 $. Els homes tenien una renda mediana de 18.750 $ mentre que les dones 38.750 $. La renda per capita de la població era de 72.613 $. Cap de les famílies estaven per davall del llindar de pobresa.

## Poblacions més properes
El següent diagrama mostra les poblacions més properes.